# ورزش دوگانه

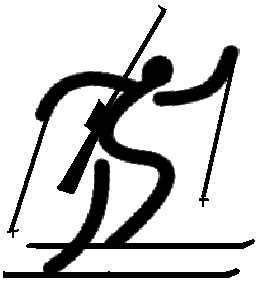
تصویرنگاشت بیاتلون

ورزش دوگانه یا بیاتلون (به انگلیسی: biathlon) یا مسابقات دوگانه ترکیبی از دو ورزش اسکی صحرانوردی و تیراندازی است. اسکی صحرانوردی بر استقامت ورزشی، و تیراندازی بر میزان دقت شرکت‌کنندگان تأکید دارند.
ورزش دوگانه در ابتدا یک ورزش حاشیه‌ای به حساب می‌آمد، اما به‌طور مداوم و موفق به ورزش‌های اصلی پیوست، به‌طوری‌که عموم مردم خواستار پخش آن از تلویزیون شدند. از ابتدای دههٔ ۱۹۹۰، بینندگانِ علاقه‌مند به این ورزش به‌طور ثابت افزایش یافت، به‌طوری‌که امروزه ورزش دوگانه در بعضی از کشورها، به‌ویژه آلمان، جزو محبوب‌ترین ورزش‌هاست.
دوگانه قبل از این‌که به بازی‌های المپیک زمستانی اضافه شود، در قالب مسابقات جهانی دوگانه یا رقابت‌های جام جهانی دوگانه برگزار می‌شد.

## تاریخچه

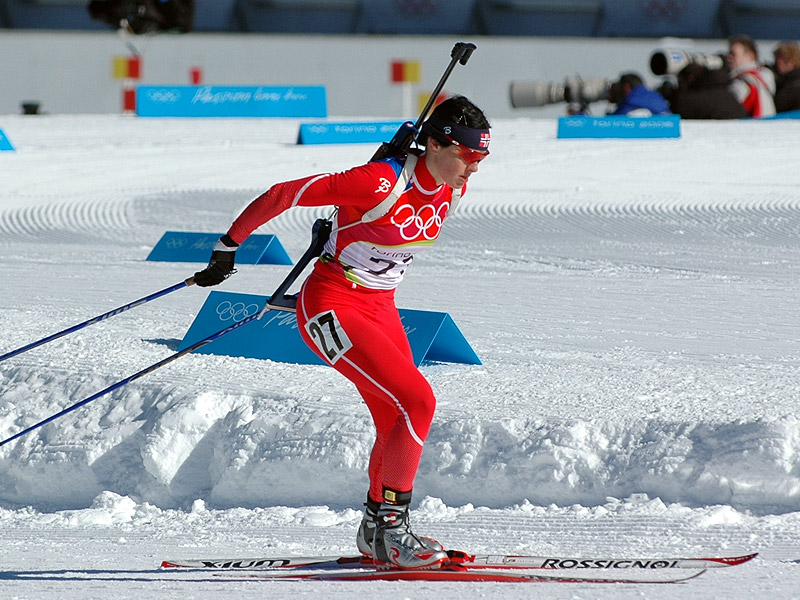
لیو گرِته شیِلبرید پواره (Liv Grete Skjelbreid Poirée)، قهرمان نروژی، در بازی‌های المپیک زمستانی ۲۰۰۶

### تاریخچه اولیه دوگانه
نروژیها غارنوشته‌هایی را پیدا کردند که ثابت می‌کرد، انسان بیش از ۵۰۰۰ سال پیش هنگام شکار از چوب اسکی به عنوان وسیله‌ای برای ردیابی جانوران وحشی بر روی برف استفاده می‌کرده‌است. نوشته‌های مربوط آن را می‌توان در تاریخ چین، یونان و رومانی پیدا کرد؛ برای مثال شاعر رومانیایی ویرژیل در حدود ۴۰ سال پیش از مسیح شکار با کفش اسکی را شرح می‌دهد. این تصویر که شکارچی در حال اسکی با تیر و کمان است هم در سنگ نوشتههای سال ۱۰۵۰ در نروژ مطابقت دارد.

### توسعه در ورزش نظامی
ریشهٔ اصلی دوگانه در اولویت در ورزش‌های رزمی دیده می‌شود. در ابتدا در دورهٔ وایکینگ‌ها ساکنین اولیه در شمال نروژ بر روی چوب اسکی اسکی با موفقیت قادر به دفاع کردن از خود در مقابل حملهٔ وایکینگ‌های دانمارکی بوده‌اند. در قرون وسطی هنگ پر سرعت و انعطاف‌پذیر اسکی کننده‌ها بخشی جدایی ناپذیر در ارتش‌های اسکاندیناوی و روسیه بوده‌است.
در قرن ۱۸ میلادی اسکی جزو مهم‌ترین ورزش‌های رزمی در شمال اروپا شد. به طوری که یک سرباز خوب با دو ویژگی تیراندازی با مهارت و توانایی اسکی استقامت شناخته می‌شد.
در سال ۱۷۶۷ در مرز سوئد و نروژ مسابقات اسکی استقامت و تیراندازی برگزار می‌شده‌است تا اولین دوره مسابقات برنامه‌ریزی شده با در اواخر قرن ۱۹ که در آن اسکی استقامت همراه با مهارت تیراندازی با اهداف شکار یا نظامی اتفاق افتاد.
اولین انجمن دوگانه در سال ۱۸۶۱ با نام «کلوب اسلحه-اسکی تروزیل» در نروژ تشکیل شد. در ۱۸۹۵ در رایش آلمان، مسابقات قهرمانی اسکی استقامت نظامی برای اولین بار برگزار شد. در سال ۱۹۱۲ در نروژ مسابقات تک نفره دوگانه برگزار شد که بسیار به شکل امروزی این ورزش شبیه بود. در این رقابت شرکت‌کننده حق داشت دو بار ۱۰ تیراندازی انجام دهد.

### تاریخچه مدرن دوگانه
پس از جنگ جهانی دوم این ورزش برای افراد غیرنظامی آزاد شد.